# Пальмировский сельский совет
Пальмировский сельский совет (укр. Пальмирівська сільська рада) — входит в состав
Пятихатского района
Днепропетровской области
Украины.
Административный центр сельского совета находится в 
с. Пальмировка.

## Населённые пункты совета
- с. Пальмировка
- с. Весёлый Подол
- с. Дмитровка
- с. Желтоалександровка
- с. Красный Луг
- с. Нововасилевка
- с. Новозалесье
- с. Ровеньки
- с. Трудолюбовка

## Ликвидированные населённые пункты совета
- с. Садовое